# Neuvěřitelná cesta 2: Ztraceni v San Francisku
Neuvěřitelná cesta 2: Ztraceni v San Francisku (v anglickém originále Homeward Bound II: Lost in San Francisco) je americký film z roku 1996, navazující na snímek Neuvěřitelná cesta z roku 1993.

## Děj
Laura a Bob se svými dětmi Jamie, Hope a Peterem se přestěhovali do San Francisca a teď se chystají na dovolenou do Kanady. Rozhodli se proto vzít si tentokrát své psy sebou. Když ale Chance, Shadowa a Sesi zamknou na letišti do klece, aby je mohli naložit do letadla, Chance dostane panický strach, protože si myslí, že půjde do útulku. Podaří se mu otevřít klec a vyskočit ven. Shadow a Sesi se k němu přidají. Spolu utíkají celým San Franciscem, aby našli svůj domov.
Když rodina přiletí letadlem do Kanady, zjistí, že jim chybí zvířata, a okamžitě se musí vrátit zpět do San Francisca. Tam zatím Chance, Shadow a Sesi při cestě domů zabloudí a seznámí se se smečkou toulavých psů, kterou vede pes Railly. Chance se tam zamiluje do krásné fenky Delilah, která pak spolu se smečkou pomáhá trojici psů najít jejich domov. Když se Laura, Bob a děti vrátí domů, hledají své mazlíčky všude, ale nenajdou je. Nakonec Chance, Shadow a Sesi najdou správnou cestu domů sami. Musí opustit smečku, hlavně Chance se těžko loučí se svou láskou Delilah. Když se všichni tři vrátí domů, tak se rodina náramně potěší. Jenom Chance zůstane pořád smutný. Nakonec se na jejich dvoře objeví Delilah a Chance je hrozně šťastný. Pak si celá rodina uvědomí, že Chance byl smutný kvůli ní, a proto se rozhodnou si Delilah nechat.